# Pandak (Klabang)
Pandak is een bestuurslaag in het regentschap Bondowoso van de provincie Oost-Java, Indonesië. Pandak telt 2064 inwoners (volkstelling 2010).